# Carlos José Iturgaiz Angulo

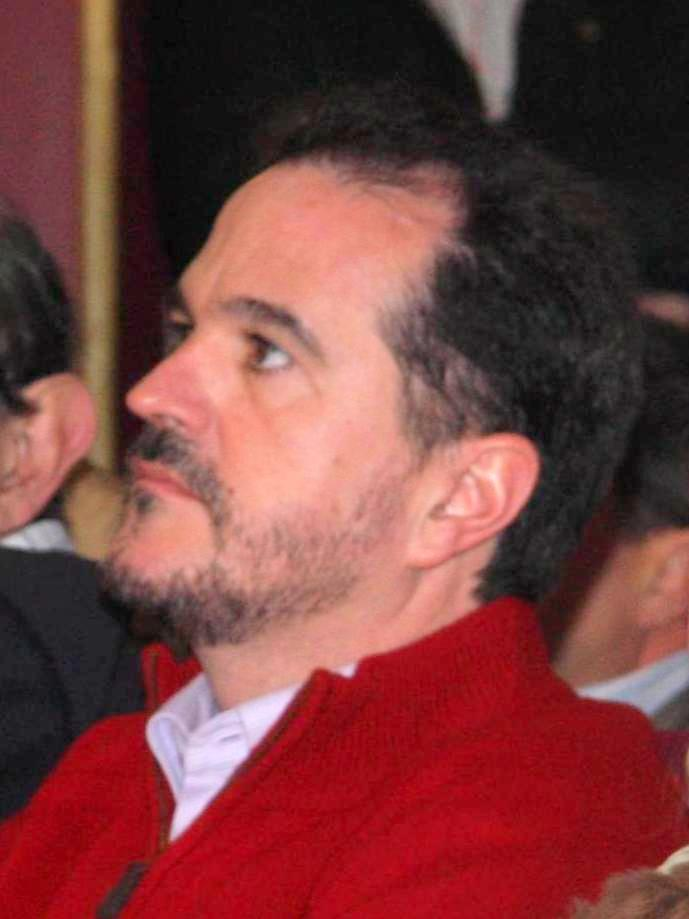
Carlos Iturgaiz (2009).

Carlos José Iturgaiz Angulo (* 20. Oktober 1965 in Santurce) ist ein spanischer Politiker der Partido Popular.

## Leben
Iturgaiz Angulo ist als Musiklehrer in Spanien tätig. Von 1994 bis 2004 war er Abgeordneter im baskischen Regionalparlament. Er ist seit 2009 Abgeordneter im Europäischen Parlament. 